# Ștefan Dobay
Ștefan Dobay est un footballeur roumain d'origine hongroise né István Dobay le 26 septembre 1909 à Újszentes (aujourd'hui Dumbravița, Timiș) et mort le 7 avril 1994 à Târgu Mureș.

## Carrière
- 1926-1930 : Banatul Timișoara  Roumanie
- 1930-1940 : Ripensia Timișoara  Roumanie
- 1940-1941 : CA Cluj  Roumanie
- 1941-1942 : Törekvés SE  Hongrie
- 1945-1948 : Karres Mediaș  Roumanie

## Palmarès

### Joueur
Ripensia Timișoara
- Championnat de Roumanie : 4
  - 1932-33, 1934-35, 1935-36, 1937-38
- Coupe de Roumanie : 2
  - 1933–34, 1935–36

Roumanie
- Coupe des Balkans des nations : 2
  - 1933, 1936
- 41 sélections et 20 buts avec l'équipe de Roumanie entre 1930 et 1939[2].

### Individuel
- Championnat de Roumanie : 
  - Meilleur buteur (4) : 1932-33, 1933-34, 1934-35, 1936-37

### Entraîneur
CCA / Steaua București
- Championnat de Roumanie : 1
  - 1956

## Publication
- (ro) Dobay, Ștefan (2014). Şut... goool!. Editura Artprint.  (ISBN 978-9-7376-3936-3).